# Origines du rugby à XV
Ne doit pas être confondu avec Histoire du rugby à XV.
Les origines, ou racines, du rugby à XV recouvrent une période où le jeu de rugby à XV connaît sa genèse, parfois nébuleuse.  

## Chronologie

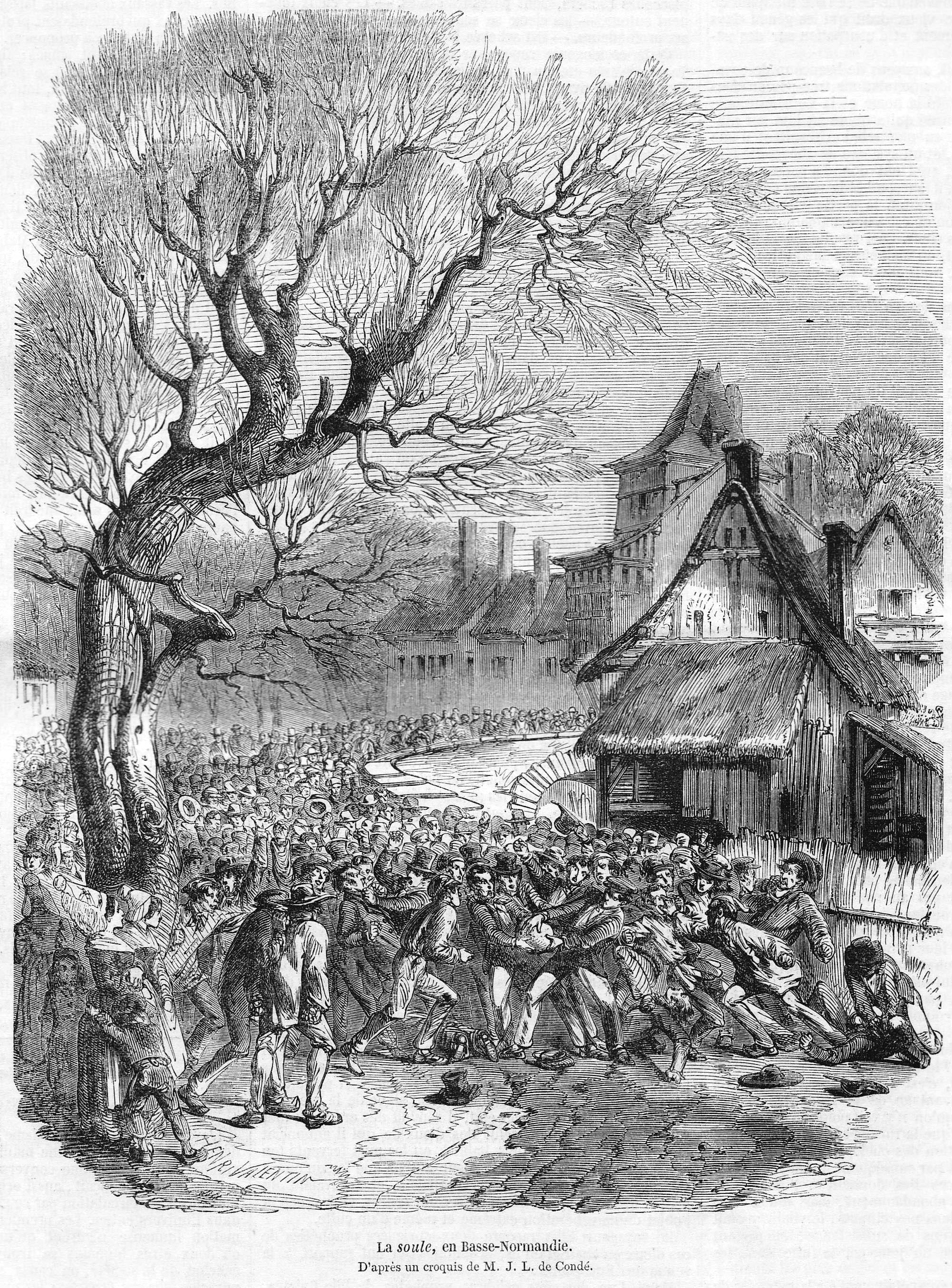
Soule en Basse-Normandie en 1852.

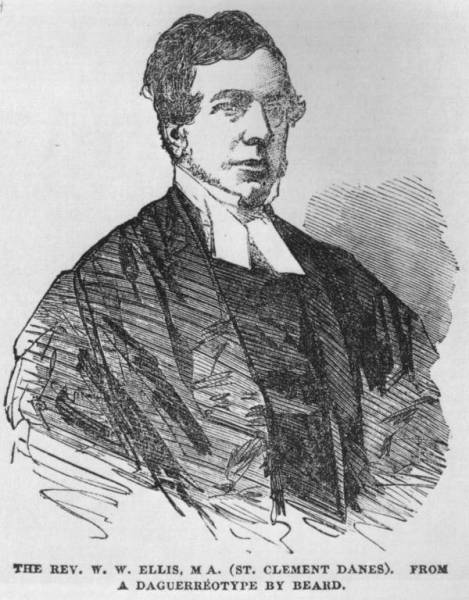
William Webb Ellis.

Certaines études affirment que l'ancêtre du rugby est la soule ou sioule, sport très pratiqué en France dès le Moyen Âge. La soule a en effet des caractéristiques communes avec le rugby, comme le knappan au pays de Galles, le hurling en Cornouailles et en Irlande, le calcio en Italie, qui ont vu le jour à la même époque. Mais ces jeux se sont vite éteints à la fin du XVIIIe siècle, au contraire du folk football qui a trouvé refuge dans les collèges anglais. La variante originale a été inventée sur le terrain du principal collège de la ville de Rugby (Angleterre). La légende veut qu'au cours d'une partie de football à la mi-1823, William Webb Ellis, élève de ce collège (la Rugby School) et futur pasteur, porte dans ses bras le ballon derrière la ligne de but adverse alors que la tradition est de le pousser au pied. En réalité, les origines du rugby sont bien plus complexes.
Les collèges britanniques de l'époque pratiquent chacun un jeu de ballon dérivé de la soule. Chaque collège a ses propres règles et le jeu au pied et à la main sont fréquents. Le geste de William Webb Ellis, de garder à la main le ballon, dans une phase de jeu qui ne le permet pas, a fait progressivement évoluer la règle du collège de Rugby. Mais avec l'apparition du chemin de fer, les collèges ne vont plus être isolés et des rencontres sportives vont devenir possibles. Il faut bien dès lors se mettre d'accord sur les règles à adopter. On voit ainsi dans les premières rencontres les matchs se dérouler selon la règle du collège qui reçoit. Mais très vite, se fait sentir le besoin d'avoir des règles plus uniformes. Des querelles naissent entre les partisans d'un jeu favorisant le pied (dribbling) et ceux qui veulent limiter ce jeu jugé trop violent (il faut se rendre compte que le jeu de l'époque diffère de celui pratiqué aujourd'hui). De cette querelle naîtra le Football Association (soccer ou football abusivement utilisé) et le Rugby-Football du nom de leurs organisations respectives.

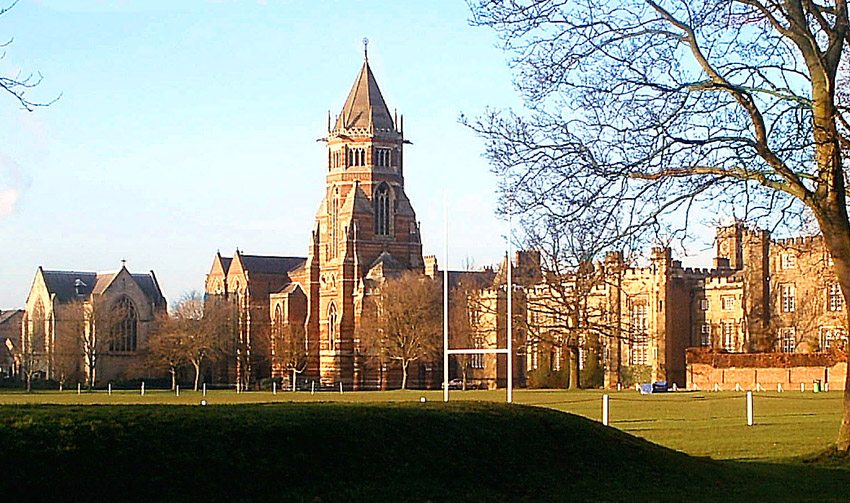
Rugby, ville anglaise du Warwickshire.

Cette pratique, qui fait désormais la particularité du football joué dans la Rugby School, autrement dit les Rugby School rules ou le rugby football, sera codifiée pour la première fois en 1846 par les élèves, puis le 8 décembre 1863, à Cambridge, par les étudiants de cette université, tous d'anciens élèves de Rugby. Le « Rugby-Football » est né.
- 1843 :
  - le Guy's, Kings and St. Thomas' Rugby Football Club est fondé.
- 1854 : 
  - le Dublin University Football Club (club étudiant, Irlande), premier club au monde à pratiquer les Rugby School rules c'est-à-dire le rugby football.
- 1857 : 
  - importation d'Angleterre en Australie des Rugby School rules c'est-à-dire le rugby football.
  - l'Edinburgh Academical Football Club (club étudiant, Écosse), 2e club au monde à pratiquer les Rugby School rules.

## Naissances
- 1844
  - ? : Henry Dunlop, dirigeant de rugby à XV irlandais. Fondateur du plus vieux stade international du rugby, Lansdowne Road. († ? 1930).
- 1845
  - 18 décembre : Arthur Guillemard, joueur de rugby à XV, joueur de cricket, footballeur et dirigeant sportif anglais. († 7 août 1909).
- 1849
  - 28 mars : Reginald Birkett, joueur de rugby à XV anglais. († 30 juin 1898).
- 1852
  - 29 mai :  William Brown, joueur de rugby à XV écossais. († 24 mars 1876).
- 1853
  - 20 août : Charles Lewis, joueur de rugby à XV gallois. († 27 mai 1923).
  - 14 octobre : Arthur Budd, joueur de rugby à XV anglais. († 27 août 1899).
- 1854
  - 9 mars : Leslie Balfour-Melville, joueur de rugby à XV et de cricket puis golfeur et ensuite dirigeant sportif écossais. Président de la Fédération écossaise de rugby à XV. († 17 juillet 1937).
  - 15 mars : Hugh Rowley, joueur de rugby à XV anglais. († ?).
- 1855
  - 12 août : John Smith, joueur de rugby à XV écossais. († 15 décembre 1937).
- 1856
  - 21 janvier : Robert Hunt, joueur de rugby à XV anglais. († 19 mars 1913).
- 1857
  - 28 février : Charles Newman, joueur de rugby à XV gallois. († 28 septembre 1922).
  - 8 novembre : Frank Purdon, joueur de rugby à XV gallois. († ?).
  - ? : John Arthur Jones, joueur de rugby à XV gallois. († 20 janvier 1919).
  - ? : Thomas Judson,  joueur de rugby à XV gallois. († 4 septembre 1908).